# Juanín García
Juan García Lorenzana (Leão, 12 de fevereiro de 1981) é um handebolista profissional espanhol, medalhista olímpico.